# Wabcz-Kolonia
Wabcz-Kolonia – wieś w Polsce położona w województwie kujawsko-pomorskim, w powiecie chełmińskim, w gminie Stolno na obszarze historycznej ziemi chełmińskiej przy drodze krajowej nr 55.
W latach 1975–1998 miejscowość administracyjnie należała do województwa toruńskiego.

## Historia

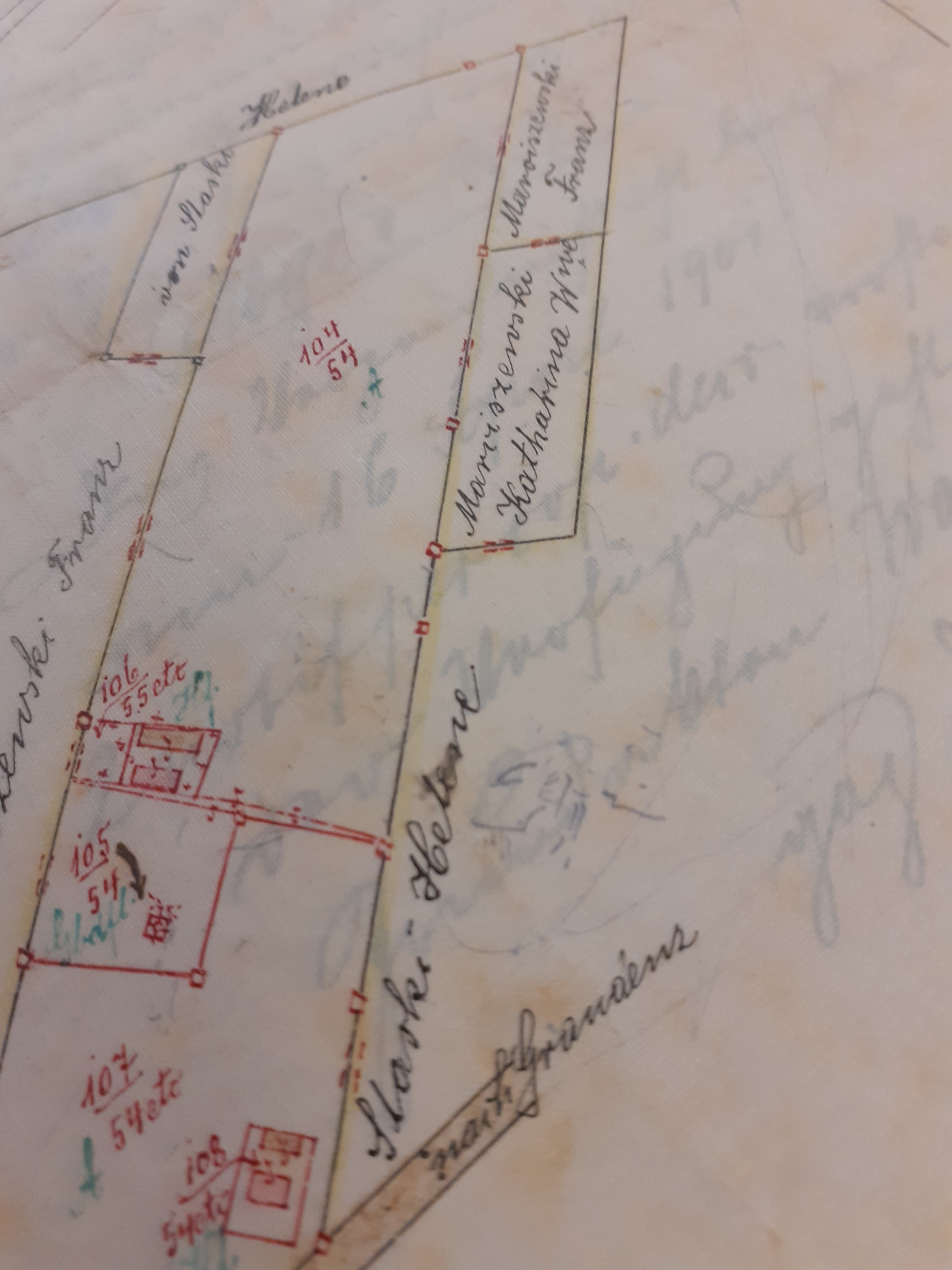
Mapa katastralna środkowej części Wabcza Kolonii z końca XIX wieku

W  XIX wieku wyodrębniono z północnej części Wabcza ziemie  dla nowych mieszkańców dając początek miejscowości, wieś przed 1920 rokiem nosiła nazwę Wabcz Abbau czyli (Wabcz Wybudowanie), była też wymieniana jako Wabcz Seperunek i Wabcz Seperunki. W połowie XIX wieku w miejscowości było 10 właścicieli i byli to: Szymon Młodzieniewski, Jan Jagodziński, Franciszek Chylewski, Cecylia Elżbieta Wilksycka, która była właścicielką majątku Wabcz i miała też grunty w Wabczu Koloni, Jan Marciszewski, Jan Kawęcki, Andrzej Guziński, Maciej Guziński, Jan Maternicki. W 1857 roku wytyczono przez miejscowość szosę do Grudziądza, właścicielom działek, przez które przebiegała nowa droga za utracony pas ziemi dziedziczka Cecylia Elżbieta Wilksycka z Wabcza przekazała grunty ze swojego majątku ziemskiego. W centrum wsi stał drewniany młyn napędzany siłą wiatru, którego właścicielami pod koniec XIX wieku byli Guzińscy, później należał do Mankowskich, uległ zniszczeniu po II wojnie światowej,  w 1950 roku działkę po młynie  Franciszek Mankowski odstępuje sąsiadowi Czesławowi Chodkiewiczowi. W najwyższym punkcie wsi na wysokości 96 metrów nad poziomem morza, na brzegu lasu została wybudowana wysoka wieża widokowa, zawaliła się na przełomie lat 60. i 70. XX wieku. W 1937 roku było jedenastu właścicieli w miejscowości i byli nimi: dziedziczka Ludwika Maria Helena Slaska po mężu Łoś, Stanisław Guziński, Alojzy Marciszewski, Paweł Chodkiewicz, Stanisław Huzarski, Franciszek Mańkowski, Józef Ziemecki, Jan Tunowski, Eleonora Adamska, Wincenty Guziński, Julianna Marciszewska. W 1938 roku w wyniku reformy rolnej zostały przekazane grunty nowym właścicielom z pomniejszonego majątku Ziemskiego Ludwiki Marii Heleny Łoś  z Wabcza, nowi mieszkańcy to Józef Kurowski, Konstanty Zacharek, Bernard Marchlewski i Paweł Dąbrowski. Dotychczasowi właściciele też otrzymali grunty z reformy rolnej oprócz Eleonory Adamskiej i Julianny Marciszewskiej